# 4107 Rufino
4107 Rufino је астероид главног астероидног појаса. Приближан пречник астероида је 11,28 ,
а средња удаљеност астероида од Сунца износи 2,554 астрономских јединица (АЈ).
Инклинација (нагиб) орбите у односу на раван еклиптике је 17,541 степени, а орбитални период износи 1491,084 дана (4,082 године). Ексцентрицитет орбите астероида износи 0,202.
Апсолутна магнитуда астероида износи 11,60 а геометријски албедо 0,317.
Астероид је откривен 7. априла 1989. године.